# Macrostemum inscriptum
Macrostemum inscriptum är en nattsländeart som först beskrevs av Walker 1852.  Macrostemum inscriptum ingår i släktet Macrostemum och familjen ryssjenattsländor. Inga underarter finns listade i Catalogue of Life.